# Brouwerij Callewaert

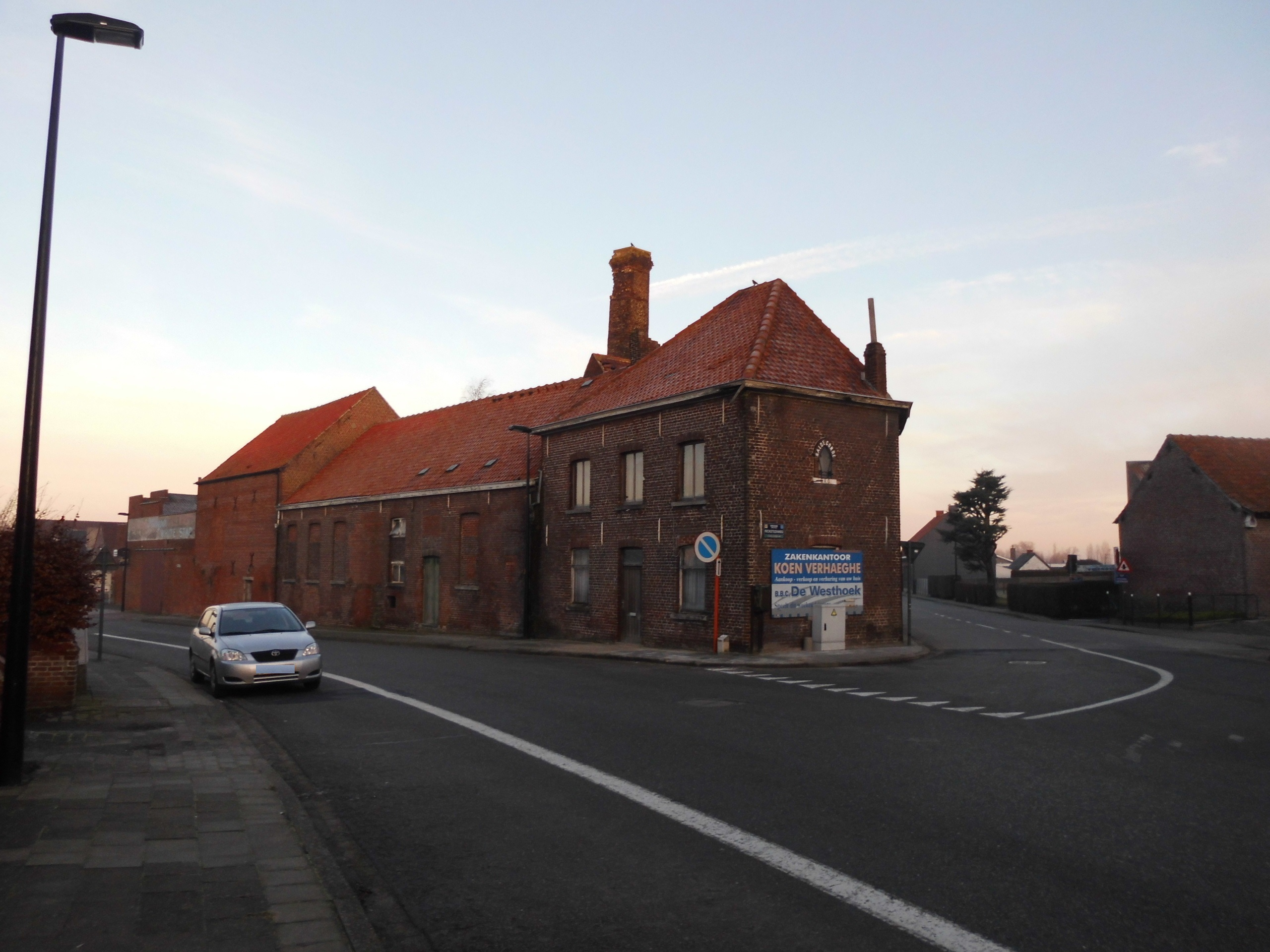
De brouwerij in 2014.

Brouwerij Callewaert was een brouwerij in Zwevezele in de Belgische provincie West-Vlaanderen, gelegen aan de Lichterveldestraat 45. De brouwerij werd gestart in 1897 na de schoolstrijd in het schoolgebouw, daterend van 1879 en gebouwd door de heer Thibault de Boesinghe. De productie zelf kwam in 1897 in handen van de familie Callewaert, die de gebouwen en de bedrijvigheid stelselmatig uitbouwden.
De derde generatie van deze familie werd in 1965 eigenaar van de brouwerij. Men bleef er brouwen tot in 1998, de zaak werd nadien een bierhandel. In 2010 staakte men met alle activiteiten, gevolgd door leegstand en de sloop van de gebouwen. Sinds 2016 is men op diezelfde site bezig met het bouwen van een residentie die de naam Callewaert meekreeg.

## Bieren[2]
- Bruin
- Callewaert pils
- Christmas
- Christmas Scotch Ale
- Elchen-bräu
- Elckerlijc
- Elckerlyck
- Export
- Extra Bruin
- Extra Stout Callewaert
- Extra Tripel
- Faro
- Judas
- Kortrijks Tuffersbier
- Loebas
- Peerdevisscher_'N
- Pils Lager Bier
- Pilsen Callewaert
- Schavuit
- Speciaal
- Speciale Nectar
- St. Bernardusbier
- Stout
- Super pils
- Wikinbier